# Christian Hächler
Christian Hächler (* 8. November 1983 in Zürich) ist ein ehemaliger Schweizer Freestyle-Skier, der auf die Disziplin Aerials (Springen) spezialisiert war.

## Werdegang
Hächler startete im Februar 2001 in Maribor erstmals im Europacup und nahm im März 2005 in Špindlerův Mlýn erstmals am Freestyle-Skiing-Weltcup teil, wobei er den 21. Platz errang. Bei den Weltmeisterschaften 2007 in Madonna di Campiglio sprang er auf den 20. Platz. In der Saison 2009/10 erreichte er mit dem vierten Platz in Mont Gabriel seine erste Top-Zehn-Platzierung im Weltcup. Dies war zugleich sein bestes Ergebnis im Weltcup und errang damit den 19. Platz im Aerials-Weltcup. Bei seiner einzigen Teilnahme an Olympischen Winterspielen im Februar 2010 in Vancouver sprang er auf den 16. Platz. In der Saison 2010/11 kam er im Weltcup viermal unter den ersten Zehn und belegte mit dem 34. Platz im Gesamtweltcup sowie den neunten Rang im Aerials-Weltcup seine besten Gesamtergebnisse. Beim Saisonhöhepunkt, den Weltmeisterschaften 2011 in Deer Valley, wurde er Achter. Seinen 38. und damit letzten Weltcup absolvierte er im Februar 2011 in Minsk, welchen er auf dem achten Platz beendete.

## Erfolge

### Olympische Spiele
- 2010 Vancouver: 16. Platz Aerials

### Weltmeisterschaften
- 2007 Madonna di Campiglio: 20. Platz Aerials
- 2011 Deer Valley: 8. Platz Aerials

### Weltcupwertungen
| Saison  | Gesamt | Gesamt | Aerials | Aerials |
| Saison  | Platz  | Punkte | Platz   | Punkte  |
| ------- | ------ | ------ | ------- | ------- |
| 2004/05 | 152.   | 1      | 44.     | 13      |
| 2005/06 | 134.   | 4      | 39.     | 42      |
| 2006/07 | 89.    | 7      | 31.     | 40      |
| 2007/08 | 75.    | 11     | 20.     | 97      |
| 2008/09 | 84.    | 10     | 27.     | 60      |
| 2009/10 | 45.    | 15     | 19.     | 90      |
| 2010/11 | 34.    | 23     | 9.      | 164     |

### Weitere Erfolge
- 4 Podestplätze im Europacup